# Interpol Remix
Interpol Remix — пятый мини-альбом американской пост-панк группы Interpol. Мини-альбом включает в себя четыре ремикса песен со второго альбома группы Antics — «NARC», «Length of Love», «Public Pervet» и «Not Even Jail». Каждый из ремиксов был сделан непосредственно одним из четырёх музыкантов Interpol (ремикс «Length of Love» микширован совместно барабанщиком Interpol Сэмом Фогарино и музыкантом Бобом Моулдом, основателем группы Hüsker Dü). Interpol Remix был выпущен лейблом Matador Records в двух комплектациях: 22 ноября 2005 года на компакт-дисках и 6 декабря 2005 года на 12-дюймовых виниловых пластинках. Помимо ремиксов, версия мини-альбома на пластинках включает в себя оригинальные версии песен.
Четыре ремикса с данного мини-альбома изначально присутствовали на разных изданиях сингла «C'mere», выпущенного весной 2005 года, но все вместе могли быть найдены только на его французском издании. Позже, в августе, ремиксы были включены в специальное издания альбома Antics. Лейбл Matador Records понимал, что ряду фанатов Interpol (в особенности тем, у которых уже имелся альбом Antics) было дорого приобретение этого специального издания, чтобы послушать ремиксы, поэтому для них и был выпущен мини-альбом Interpol Remix стоимостью $5,98 (в то время как специальное издание Antics стоило $29,98).

## Список композиций

### Компакт-диск
1. «NARC» (Paul Banks remix) — 2:37
(ремикс вокалиста Пола Бэнкса к песне «NARC»)
2. «Not Even Jail» (Daniel Kessler remix) — 5:39
(ремикс гитариста Дэниэла Кесслера к песне «Not Even Jail»)
3. «Fog vs. Mould for the Length of Love» — 7:46
(ремикс барабанщика Сэма Фогарино и Боба Моулда к песне «Length of Love»)
4. «Public Pervert» (Carlos D remix) — 8:08
(ремикс бас-гитариста Карлоса Дэнглера к песне «Public Pervert»)

### Грампластинка
| №  | Название         | Длительность |
| -- | ---------------- | ------------ |
| 1. | «NARC»           | 4:07         |
| 2. | «Not Even Jail»  | 5:46         |
| 3. | «Length of Love» | 4:06         |
| 4. | «Public Pervert» | 4:40         |

| №  | Название                               | Длительность |
| -- | -------------------------------------- | ------------ |
| 1. | «NARC» (Paul Banks remix)              | 2:37         |
| 2. | «Not Even Jail» (Daniel Kessler remix) | 5:39         |
| 3. | «Fog vs. Mould for the Length of Love» | 7:46         |
| 4. | «Public Pervert» (Carlos D remix)      | 8:08         |